# Bahnhof Ina
Der Bahnhof Ina (jap. 伊奈駅, Ina-eki) ist ein Bahnhof auf der japanischen Insel Honshū. Er wird von der Bahngesellschaft Meitetsu (Nagoya Tetsudō) betrieben und befindet sich in der Präfektur Aichi auf dem Gebiet der Stadt Toyokawa südöstlich von Nagoya.

## Verbindungen
Ina ist ein Zwischenbahnhof und früherer Trennungsbahnhof an der Meitetsu Nagoya-Hauptlinie, der wichtigsten Bahnstrecke der Gesellschaft Meitetsu, die von Toyohashi über Nagoya nach Gifu führt. Halbstündlich halten hier Eilzüge der Zuggattung Express, die Bahnhof Toyokawa mit Chiryū, Meitetsu Nagoya und Meitetsu Ichinomiya verbinden. Außerdem ist Ina der Ausgangspunkt Lokalzügen, die im Halbstundentakt und mit Halt an allen Zwischenbahnhöfen nach Higashi-Okazaki verkehren. Auf dem Abschnitt von der Verzweigung Hirai (östlich von Ina gelegen) bis Toyohashi verlaufen die Nagoya-Hauptlinie und die Iida-Linie parallel, wobei die Meitetsu und JR Central je ein Gleis nutzen. Vertraglich ist die Anzahl Züge, die zwischen Ina und Toyohashi verkehren können, auf sechs je Stunde und Richtung beschränkt. Aus diesem Grund bietet Meitetsu auf diesem Teilstück nur Eilzüge an.
Vor dem westlichen Eingang befinden sich Bushaltestellen, die von zwei Linien des Toyokawa City Community Bus bedient werden.

## Anlage
Der Bahnhof steht im Osten des Stadtteils Inachō. Einerseits ist die Umgebung von Wohnvierteln geprägt, andererseits befinden sich insbesondere auf der Westseite mehrere Industriebetriebe. Die Anlage ist annähernd von Nordwesten nach Südosten ausgerichtet und umfasst acht Gleise, von denen drei dem Personenverkehr dienen. Diese liegen an einem Mittelbahnsteig und an einem Seitenbahnsteig, die beide rund zur Hälfte überdacht sind. Darüber spannt sich das Empfangsgebäude in Form eines Reiterbahnhofs; eine daran angebaute überdachte Fußgängerbrücke quert die Zufahrt zu einem Abstellbahnhof und führt zur Nordostseite der Anlage. Der Abstellbahnhof wiederum befindet sich ganz im Norden und umfasst fünf Stumpfgleise.
Im Fiskaljahr 2017 nutzten durchschnittlich 1599 Fahrgäste täglich den Bahnhof.

## Bilder

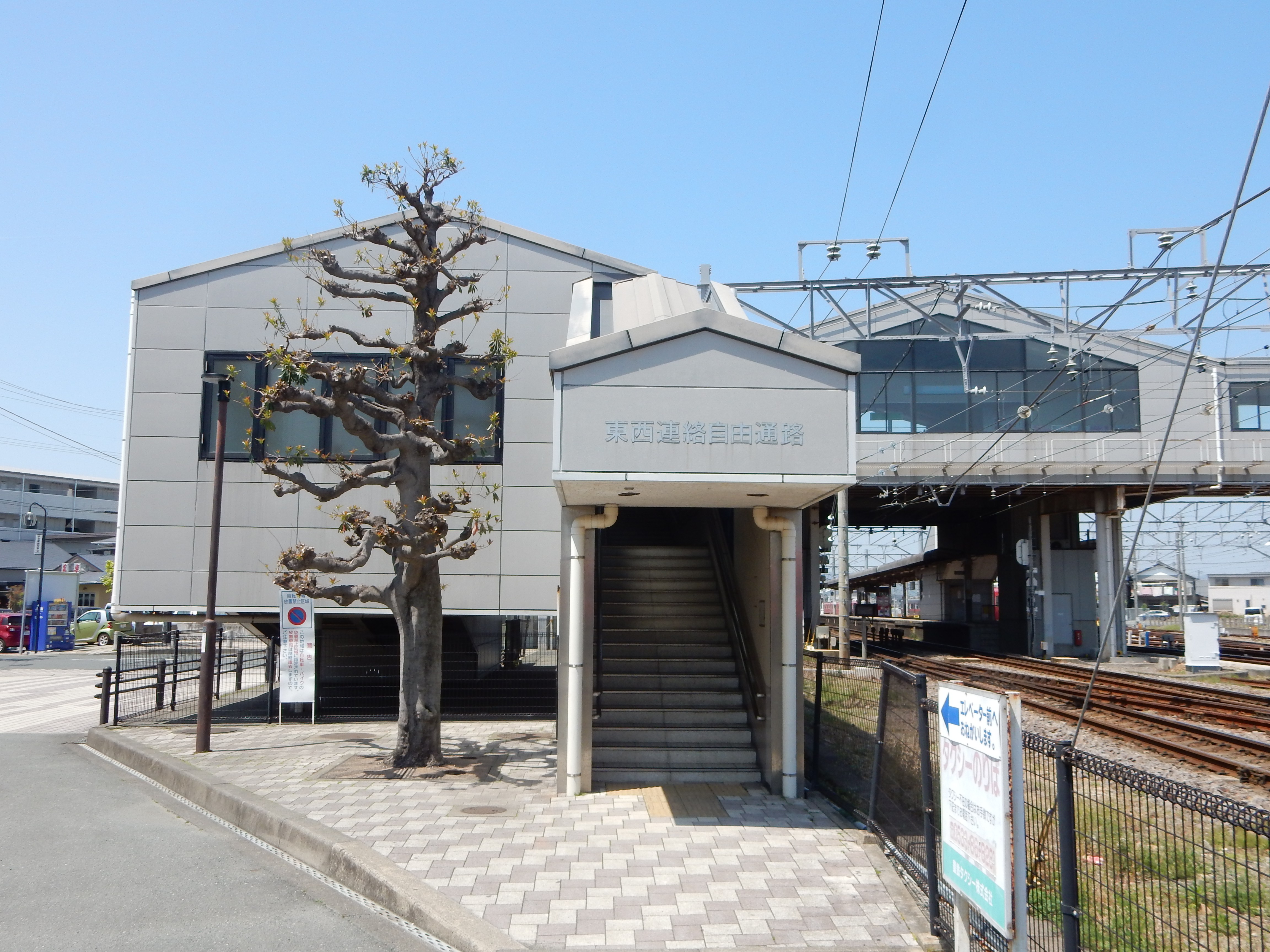
Empfangsgebäude
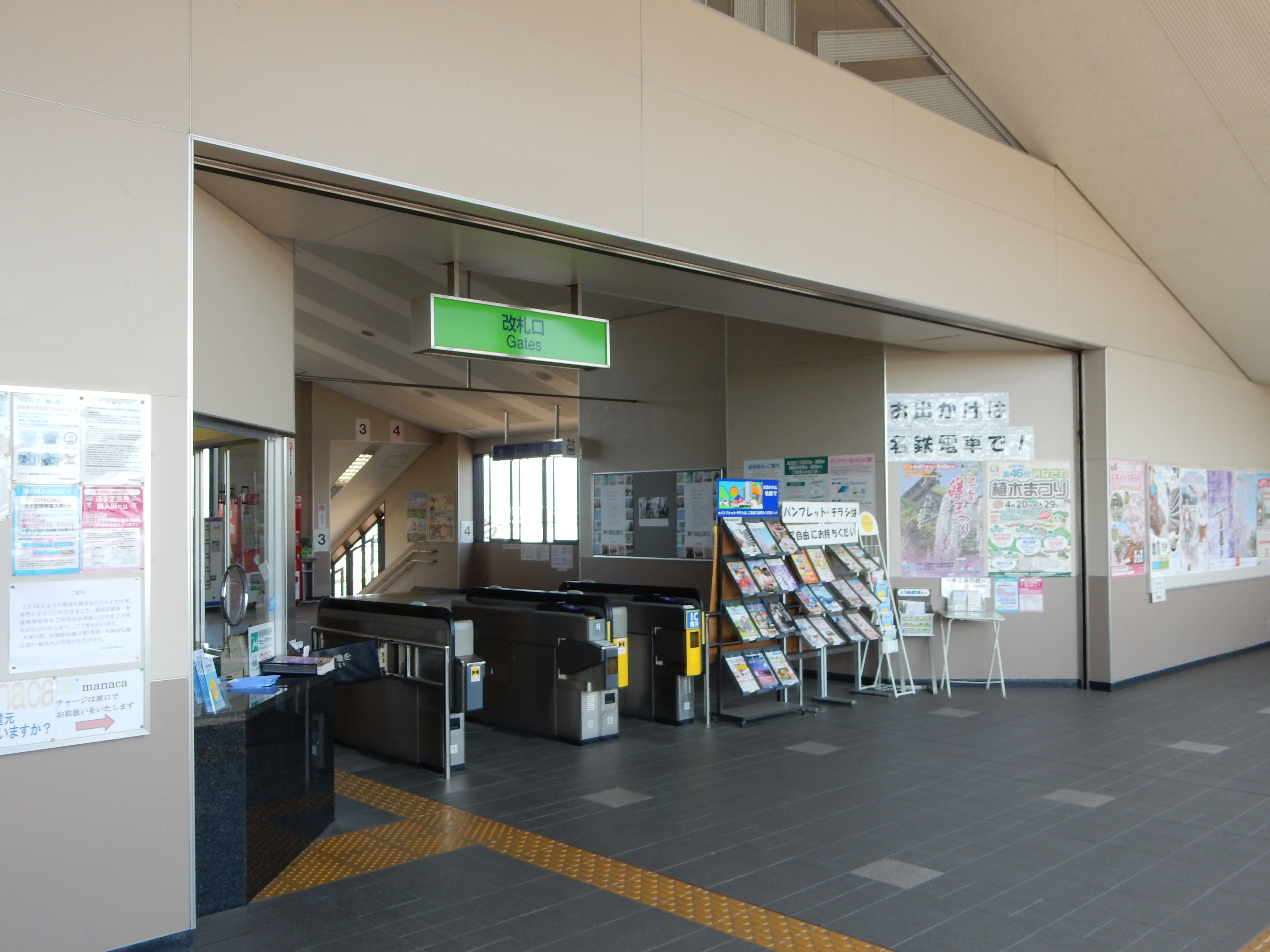
Bahnsteigsperren
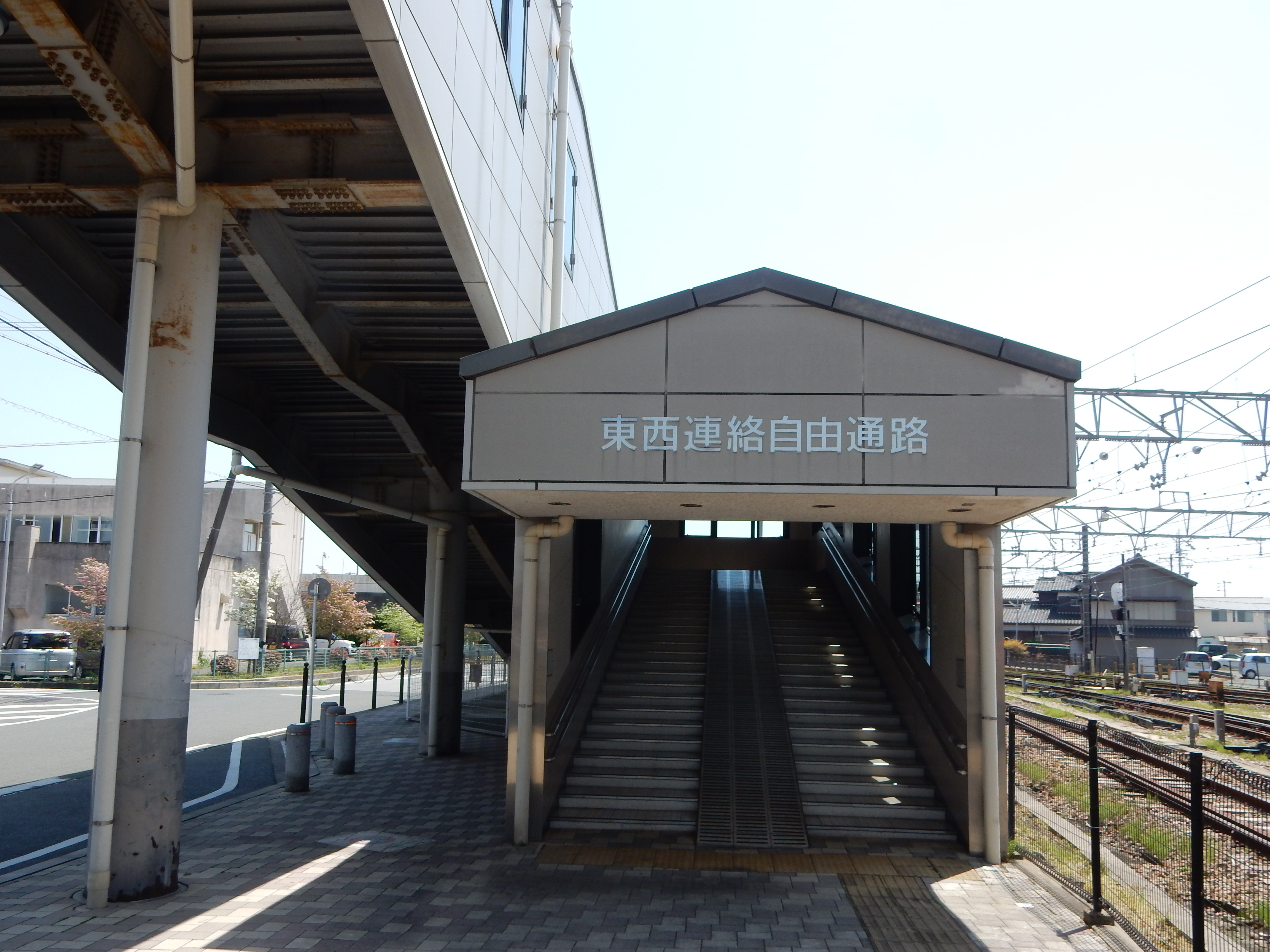
Zugang zur Fußgängerbrücke
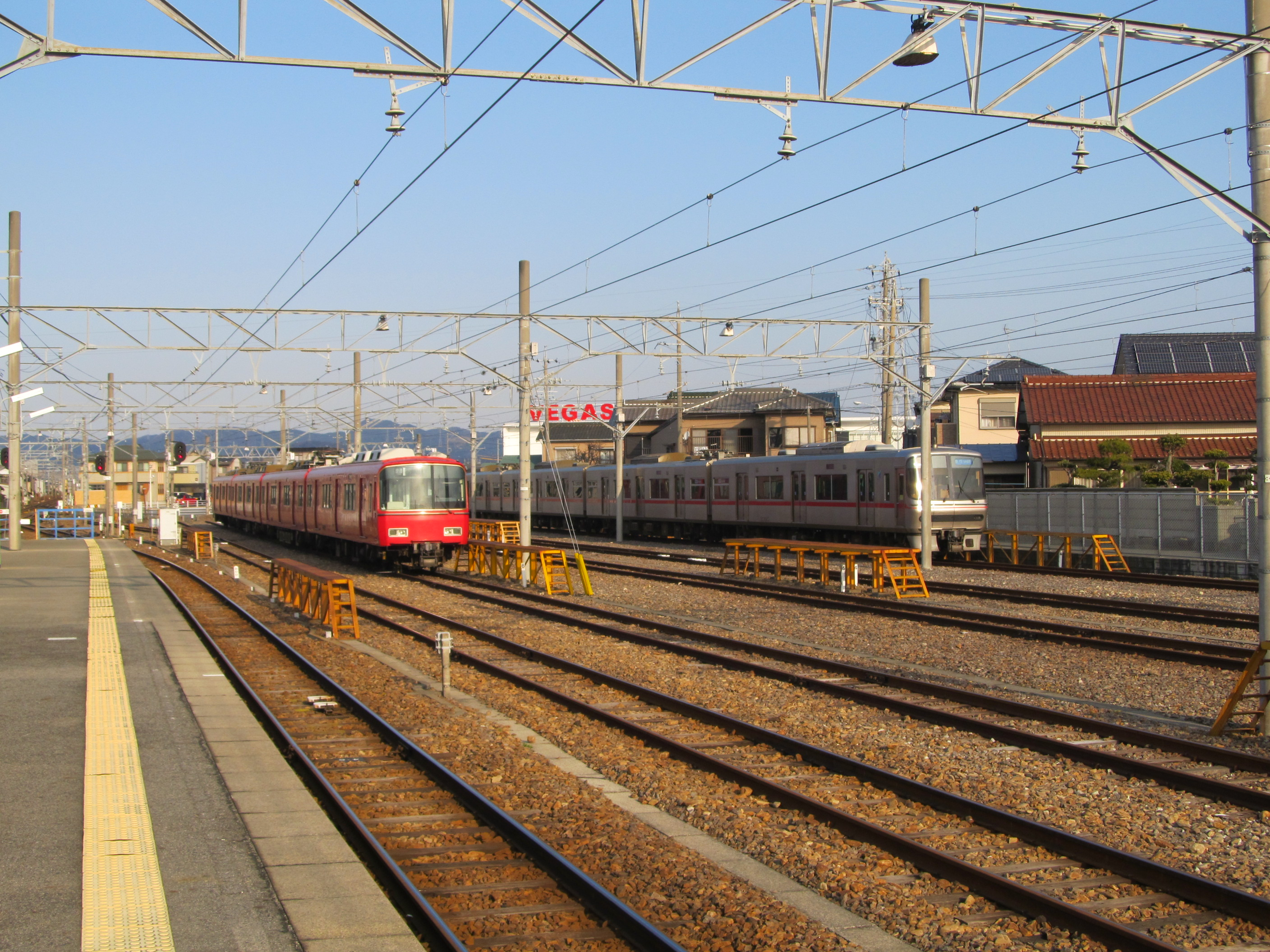
Abstellgleise
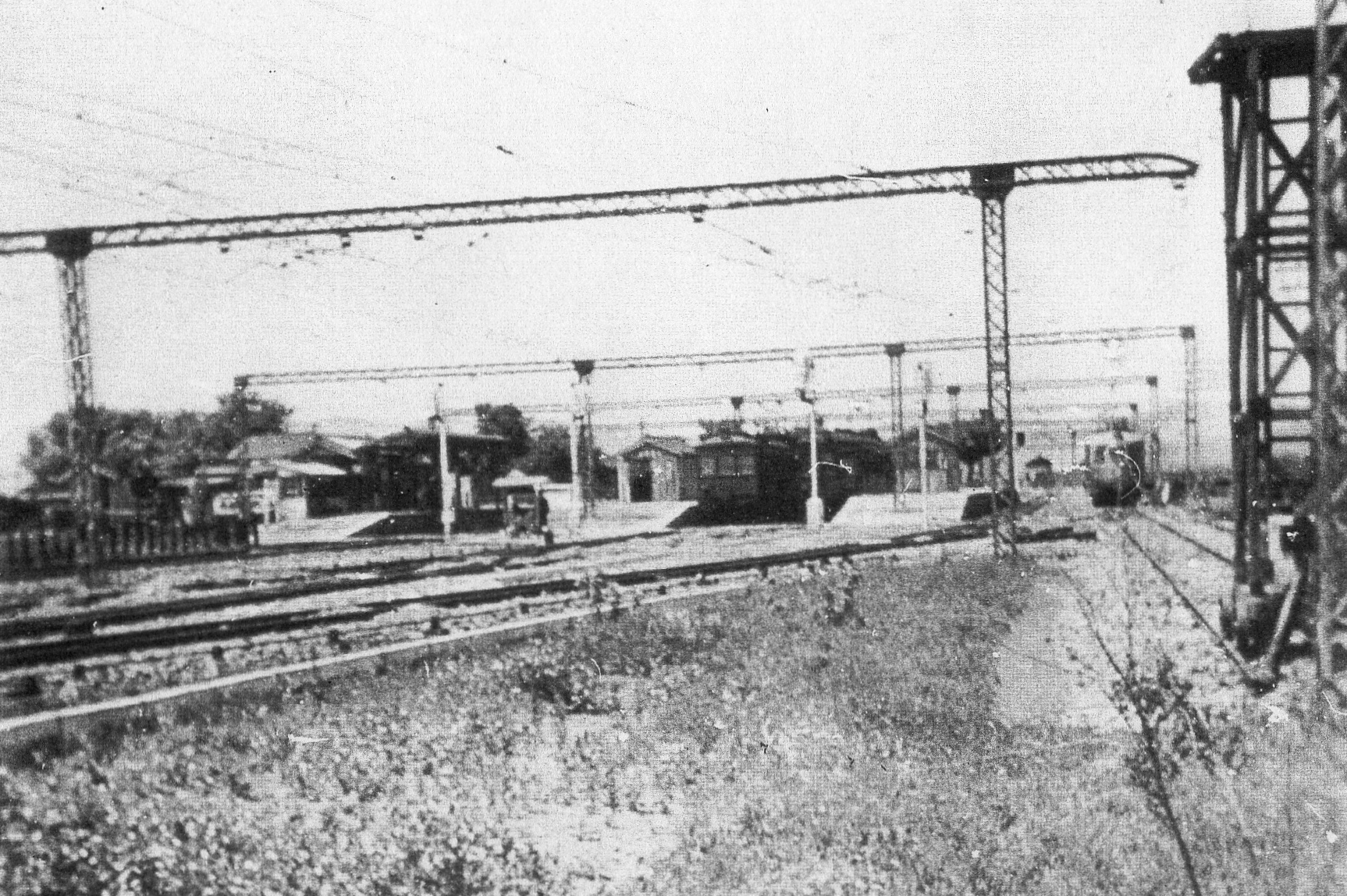
Bahnhof Ina im Jahr 1940

## Gleise
| 2 | ▉ Nagoya-Hauptlinie | Higashi-Okazaki • Chiryū • Kanayama • Meitetsu Nagoya • Meitetsu Gifu / Shin-Unuma |
| 3 | ▉ Nagoya-Hauptlinie | Toyohashi                                                                          |
| 4 | ▉ Nagoya-Hauptlinie | Schnellzüge in Richtung Nagoya                                                     |

Gleisplan

Seit dem Umbau des Bahnhofs im Jahr 1996 gibt es kein Gleis 1 mehr. Die Fläche ist heute ein Parkplatz, könnte aber bei Bedarf wieder für ein Gleis genutzt werden.

## Linien
| Verlauf der Meitetsu Nagoya-Hauptlinie |
| --- |
| Toyohashi • Ina • Odabuchi • Kō • Goyu • Meiden Akasaka • Meiden Nagasawa • Motojuku • Meiden Yamanaka • Fujikawa • Miai • Otogawa • Higashi-Okazaki • Okazakikōen-mae • Yahagibashi • Utō • Shin-Anjō • Ushida • Chiryū • Hitotsugi • Fujimatsu • Toyoake • Zengo • Chūkyō-keibajō-mae • Arimatsu • Sakyōyama • Narumi • Moto Hoshizaki • Moto Kasadera • Sakura • Yobitsugi • Horita • Jingū-mae • Kanayama • Sannō • Meitetsu Nagoya • Sakō • Higashi-Biwajima • Nishi-Biwajima • Futatsu-iri • Shinkawa-bashi • Sukaguchi • Marunouchi • Shin-Kiyosu • Ōsato • Okuda • • Kōnomiya • Shima-ujinaga • Myōkōji • Meitetsu Ichinomiya • Imaise • Iwato • Shin-Kisogawa • Kuroda • Kisogawa-zutsumi • Kasamatsu • Ginan • Chajo • Kanō • Meitetsu Gifu |

## Geschichte

Schematischer Plan der Verzweigung Hirai und Umgebung

Am 1. April 1926 nahm die Bahngesellschaft Aichi Denki Tetsudō (Aiden) ein Teilstück der später so bezeichneten Nagoya-Hauptlinie in Betrieb. Dieses führte von Higashi-Okazaki über Kō bis zu einem Punkt östlich des späteren Bahnhofs Ina. Dort schloss sich die Kozakai-Zweiglinie an, eine Verbindungskurve zum Bahnhof Kozakai an der Iida-Linie, wo Fahrgäste in Richtung Toyohashi umsteigen mussten (siehe Karte). Dieser Umweg war etwas mehr als ein Jahr lang erforderlich, weil die Verzweigung Hirai noch nicht fertiggestellt war. Schließlich eröffnete die Aiden am 1. Juni 1927 sowohl die Verzweigung Hirai als auch den Bahnhof Ina, was direkte Züge nach Toyohashi ermöglichte. Die Kozankai-Zweiglinie blieb vorerst bestehen und diente dem Güterverkehr. 1935 fusionierte die Aiden mit der Meigi Tetsudō zur Meitetsu. Die Vollendung der von Kō nach Toyokawa-Inari führenden Meitetsu Toyokawa-Linie am 25. Dezember 1954 machte die Kozankai-Zweiglinie überflüssig, weshalb sie noch am selben Tag stillgelegt wurde. Nach fast sieben Jahrzehnten Betrieb baute die Meitetsu den Bahnhof Inari um und erstellte den heutigen Reiterbahnhof, der am 10. März 1996 seine Tore öffnete.